# وتدية سلية كاذبة
وتدية سلية كاذبة (الاسم العلمي: Corynebacterium pseudotuberculosis) هي نوع من البكتيريا تتبع جنس الوتدية من فصيلة الوتديات.